# ポリッツィ・ジェネローザ
ポリッツィ・ジェネローザ（イタリア語: Polizzi Generosa; シチリア語: Pulizzi）は、イタリア共和国シチリア自治州パレルモ県にある、人口約3,200人の基礎自治体（コムーネ）。

## 地理

### 位置・広がり
パレルモ県南東部のコムーネ。チェファルーから南へ26km、エンナから北西へ36km、州都・県都パレルモから東南東へ66kmの距離にある。

#### 隣接コムーネ
隣接するコムーネは以下の通り。括弧内のCLはカルタニッセッタ県所属を示す。
- カルタヴトゥーロ
- カステッラーナ・シークラ
- イズネッロ
- ペトラリーア・ソッターナ
- シッラート
- スクラーファニ・バーニ
- ヴァッレルンガ・プラタメーノ (CL)
- ヴィッラルバ (CL)